# Struba
Struba är ett släkte av fjärilar. Struba ingår i familjen tandspinnare.
Kladogram enligt Catalogue of Life:
| Struba | \| \| Struba argenteodivisa \| \| \| \| \| \| Struba inconspicua \| \| \| \| \| \| Struba jucturina \| \| \| \| |
|        | \| \| Struba argenteodivisa \| \| \| \| \| \| Struba inconspicua \| \| \| \| \| \| Struba jucturina \| \| \| \| |
|        | Struba argenteodivisa                                                                                           |
|        | |
|        | Struba inconspicua                                                                                              |
|        | |
|        | Struba jucturina                                                                                                |
|        | |